# 드미트리 돈스코이 (장갑순양함)
드미트리 돈스코이(러시아어: Дмитрий Донской, Dmitri Donskoi)는 1880년대 초반 러시아 제국 해군에서 제작한 현측포 장갑함이다. 함 이름은 모스크바 대공국의 대공인 드미트리 돈스코이에서 유래된 이름이다.

## 개요
본 함은 러시아 제국 해군이 자국의 연안 방어를 위해 건조한 장갑함이다. 본함의 기본 구조는 평갑판형 선체에 3개의 돛대와 2개의 굴뚝을 가진 장갑 프리깃으로 함수 수면 아래 충각을 가지고 있고, 선체 중앙부에 함교가 있다. 함교 뒤에 2개의 굴뚝이 서 있고, 선체 중앙부의 포곽(케이스 메이트) 부에 주무장을 좌우 균등 배치했다. 1894년에서 1895년 현대화 개조되어 있어 기관을 강화했고, 항해 장비를 철거하고 마스트에 3.7cm - 4.7cm 클래스의 속사포를 배치한 감시대를 마련했다.
러일 전쟁에서 쓰시마 해전에 참가하였다. 요함을 차례로 격침, 나포하는 가운데 끝까지 싸웠다. 최후에는 승무원들이 울릉도 부근에서 자침시키고 섬에 상륙한 후 포로가 되었다.
2003년 5월 20일 한국해양연구원과 동아건설은 드미트리 돈스코이의 선체로 추정되는 물체를 대한민국 울릉군 울릉읍 저동리 앞 2 km 지점에서 발견하였다고 하였으나, 실제로 그 잔해가 드미트리 돈스코이의 것임을 입증하는 결정적인 증거는 찾지 못하였다.

## 보물 논란
2018년 7월 17일, 신일그룹이 "지난 15일 울릉군 울릉읍 저동리에서 1.3㎞ 떨어진 수심 434ｍ 지점에서 돈스코이호 선체를 발견했다”고 밝혔다.
신일그룹은 돈스코이호에 금화와 금괴 5000상자 등 현재시세 150조원 가치의 200톤의 보물이 실려 있다고 밝혔다. 그러나 동아건설은 자신들이 먼저 발견했으며, 500Kg 정도로 현재시세 220억에 해당하는 양만 있다고 주장하였다.

## 참고 문헌
- “Conway All The World’s Fightingships 1860-1905” (Conway)